# Scytodepsa exiguus
Scytodepsa exiguus är en insektsart som beskrevs av Fabricius. Scytodepsa exiguus ingår i släktet Scytodepsa och familjen hornstritar. Inga underarter finns listade i Catalogue of Life.